# Trionfo dell'eloquenza
Il Trionfo dell'eloquenza è un affresco di Giambattista Tiepolo, databile al 1724-1725 e ubicato a Palazzo Sandi a Venezia. Il palazzo è attualmente la sede veneziana dell'Associazione nazionale costruttori edili (ANCE).

## Storia
Si tratta del secondo affresco su soffitto eseguito da Tiepolo. Venne commissionato da Tommaso Sandi a compimento del rifacimento del palazzo ad opera di Domenico Rossi. I Sandi erano una famiglia di avvocati di origine feltrina che avevano acquistato ial patriziato veneziano nel 1685. Non potendo contare su una antica nobiltà della famiglia, e quindi illustrare dei riferimenti storici, fu scelto di celebrare allegoricamente l'eloquenza, emblema dell'avvocatura professione praticata da alcune generazioni.

## Descrizione
La tematica del dipinto è mitologica. Gli episodi rappresentati sono Anfione costruisce le mura di Tebe con la forza della musica,  Bellerofonte e la Chimera, Ercole Gallico e Orfeo ed Euridice.
Il fregio monocromo che circonda il dipinto, opera invece di Nicolò Bambini, rappresenta invece l'Umanità primitiva, cioè gli uomini in lotta fra loro nello "stato di natura". Per uscire da tale stato è necessaria appunto la forza dell'eloquenza e del diritto (ricordiamo che i committenti erano avvocati), secondo una filosofia portata avanti, tra gli altri, da Thomas Hobbes.

## Fonti del soggetto
Secondo Denis Ton  tra le fonti dei soggetti, che difficilmente si possono collegare al tema dell'eloquenza e del diritto, c'è la Scienza Nuova di Giambattista Vico, la cui filosofia è per certi versi accostabile a quella di Hobbes.
La Scienza Nuova è piena di rimandi alla mitologia. Fa notare Ton che  all'interno di questa prospettiva evoluzionistica, Orfeo e Anfione vengono più volte chiamati in causa quali "poeti teologi", cioè i primi che, nell'età eroica, imposero agli uomini le leggi civili. Dietro l'ammaestramento delle fiere dell 'uno e la costruzione delle mura di Tebe da parte dell'altro Vico vede infatti il passaggio "dall 'esser ferino" all'umanità vera e propria: fu dei poeti la prima scienza legislatrice del mondo.
Il figlio del committente dell'affresco, Vettore Sandi, aveva peraltro diffuso con alcuni suoi scritti la filosofia di Vico a Venezia.

## Stile
Le figure sono scorciate dal basso contro il cielo in pose teatrali, secondo il tipico stile di Tiepolo (si vedano ad esempio gli affreschi di villa Baglioni a Massanzago).